# 새천년대로

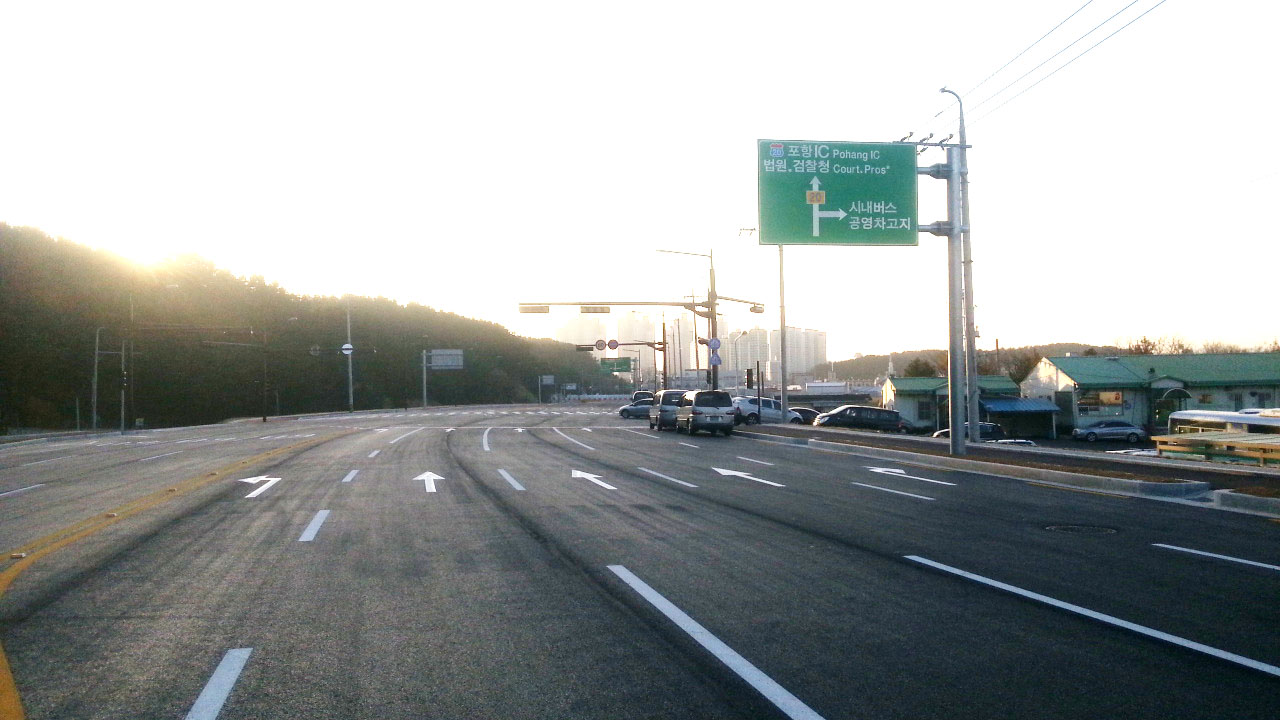

새천년대로(-千年大路, Saecheonnyeon-daero)는 경상북도 포항시 남구 연일읍 유강터널과  북구 여남동 죽천교를 잇는 경상북도의 도로이다.

## 역사
- 2009년 12월 10일 : 2개 이상 시·도에 걸쳐 있는 도로로 새천년대로를 고시[1]
- 2012년 12월 28일 양덕사거리에서 죽천교를 거쳐 왕복 8차선 확장 개통.[2]

## 주요 경유지
경상북도
- 포항시 (남구 - 북구)

## 노선
| 이름                     | 접속 노선                               | 소재지        | 소재지        | 비고                         |
| 산업로와 직결            | 산업로와 직결                           | 산업로와 직결 | 산업로와 직결 | 산업로와 직결                |
| ------------------------ | --------------------------------------- | ------------- | ------------- | ---------------------------- |
| 유강터널                 |                                         | 포항시        | 남구 연일읍   | 국도 제7호선 구간            |
| 유강 교차로 (유강과선교) | 국도 제31호선 (영일만대로) 제산로       | 포항시        | 남구 연일읍   | 국도 제7호선 구간            |
| 송동2교                  | 유강길                                  | 포항시        | 남구 연일읍   | 국도 제7호선 구간            |
| 공대 나들목              | 청암로                                  | 포항시        | 남구          | 국도 제7호선 구간            |
| 효자삼거리               | 연일로                                  | 포항시        | 남구          | 국도 제7호선 구간            |
| 효자교                   |                                         | 포항시        | 남구          | 국도 제7호선 구간            |
| 대잠 교차로              | 희망대로                                | 포항시        | 남구          | 국도 제7호선 구간            |
| (이름 없음)              | 중섬로                                  | 포항시        | 남구          | 국도 제7호선 구간            |
| (이름 없음)              | 상대로                                  | 포항시        | 북구          | 국도 제7호선 구간            |
| 에스포항병원앞 교차로    | 포스코대로                              | 포항시        | 북구          | 국도 제7호선 구간            |
| 양학사거리               | 양학로 양학천로                         | 포항시        | 북구          | 국도 제7호선 구간            |
| (이름 없음)              | 대해로                                  | 포항시        | 북구          | 국도 제7호선 구간            |
| 용흥고가차도             | 국도 제7호선 (용당로) 새천년대로631번길 | 포항시        | 북구          | 국도 제7호선 구간            |
| 감실골사거리 (감실교)    | 용흥로                                  | 포항시        | 북구          |                              |
| (이름 없음)              | 죽도로 새마을로15번길                   | 포항시        | 북구          |                              |
| (동지교)                 | 불종로 새마을로                         | 포항시        | 북구          |                              |
| (이름 없음)              | 서동로                                  | 포항시        | 북구          |                              |
| 사격장앞                 | 용흥로                                  | 포항시        | 북구          |                              |
| 우현사거리               | 국도 제7호선 (소티재로) (중앙로)        | 포항시        | 북구          |                              |
| (이름 없음)              | 아호로                                  | 포항시        | 북구          |                              |
| 창포사거리               | 창흥로 두호로                           | 포항시        | 북구          |                              |
| (이름 없음)              | 삼흥로                                  | 포항시        | 북구          |                              |
| (이름 없음)              | 법원로                                  | 포항시        | 북구          |                              |
| (이름 없음)              | 환호로                                  | 포항시        | 북구          |                              |
| (이름 없음)              | 장성로                                  | 포항시        | 북구          |                              |
| 양덕사거리               | 국가지원지방도 제20호선 (삼호로) 천마로 | 포항시        | 북구          | 국가지원지방도 제20호선 구간 |
| 포항대학교삼거리         | 신덕로                                  | 포항시        | 북구          | 국가지원지방도 제20호선 구간 |
| 죽천교                   |                                         | 포항시        | 북구          | 국가지원지방도 제20호선 구간 |
| 해안로와 직결            |                                         |               |               |                              |

## 주요 건물 및 시설
- 효자역 (경상북도 포항시 남구 새천년대로 289)
- 대구한의대학교 부속포항한방병원 (경상북도 포항시 남구 새천년대로 411)
- 포항문화방송 (경상북도 포항시 남구 새천년대로 421)
- 포항교육지원청 (경상북도 포항시 북구 새천년대로 600)
- 포항남부초등학교 (경상북도 포항시 북구 새천년대로 606)
- 포항실내사격장 (경상북도 포항시 북구 새천년대로 816)
- 포항문화원 (경상북도 포항시 북구 새천년대로 909)
- 포항창포우체국 (경상북도 포항시 북구 새천년대로 1103)
- 현대HCN 경북방송 (경상북도 포항시 북구 새천년대로 1201-19)
- 포항농협 본점 (경상북도 포항시 북구 새천년대로 1220)
- 양덕차고지 (경상북도 포항시 북구 새천년대로 1415)
- 포항시북부장애인종합복지관 (경상북도 포항시 북구 새천년대로 1486)